# آرثر سوليفان

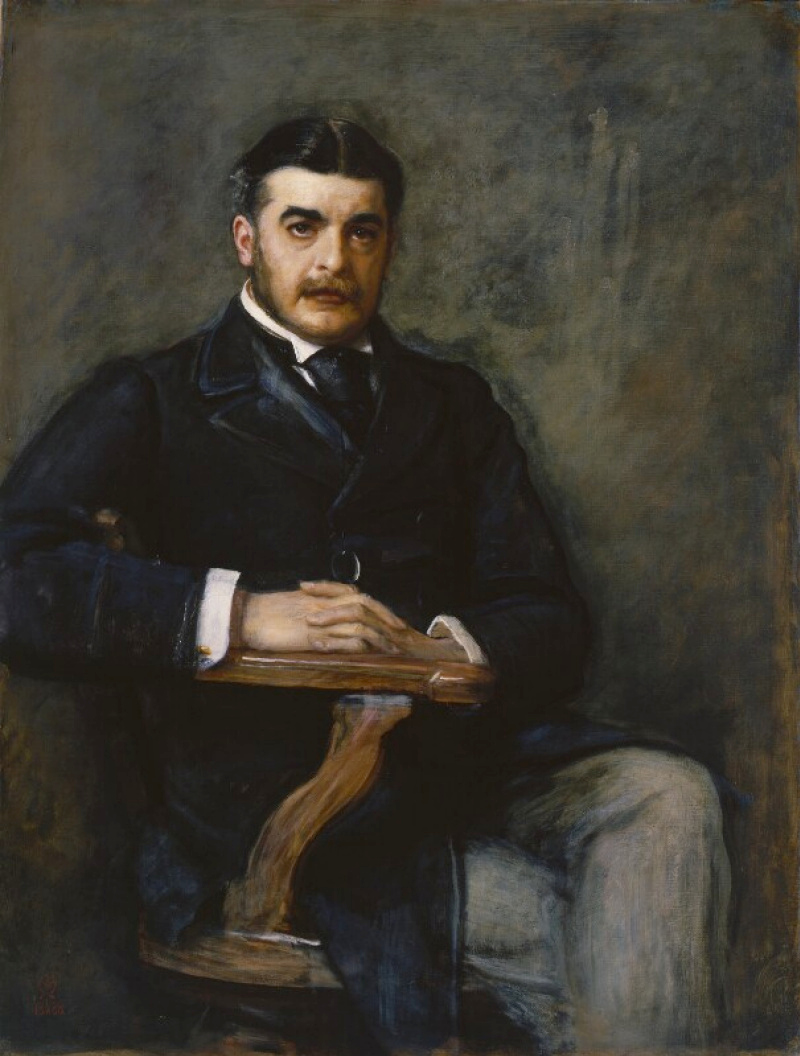
آرثر سوليفان (Sir Arthur Seymour Sullivan)

السير آرثر سوليفان (بالإنجليزية: Sir Arthur Sullivan)‏ (13 ولد في مايو 1842 في لندن - توفي 5 نوفمبر 1900 في لندن) مؤلف موسيقي بريطاني من أصل إرلندي وإيطالي. اشتهر خاصة بأعماله المشتركة مع الكاتب المسرحي ويليام شوينك جيلبرت تتمثل في سلسلة من 14 أوبريت.
درس الموسيقى في المعهد الموسيقي لمدينة لايبزيغ (1856-1861). وقدم أول باليه له في لندن عام 1864 بعنوان «الجزيرة المسحورة». طوال حياته كتب 23 أوبرات، 13 أعمال الأوركسترا، 8 أوراتوريو، باليين، قطع موسيقى الحجرة وغيرها من المؤلفات الموسيقية.
يعتبر آرثر سوليفان واحد من أعظم مؤلفين الأوبريت رفقة جاك أوفنباخ ويوهان شتراوس الابن وهو كذلك أكبر الملحنين البريطانيين في القرن التاسع عشر.

## روابط خارجية
- آرثر سوليفان على موقع IMDb (الإنجليزية)
- آرثر سوليفان على موقع الموسوعة البريطانية (الإنجليزية)
- آرثر سوليفان على موقع ميوزك برينز (الإنجليزية)
- آرثر سوليفان على موقع قاعدة بيانات برودواي على الإنترنت (الإنجليزية)
- آرثر سوليفان على موقع قاعدة بيانات برودواي على الإنترنت (الإنجليزية)
- آرثر سوليفان على موقع إن إن دي بي (الإنجليزية)
- آرثر سوليفان على موقع أول ميوزيك (الإنجليزية)
- آرثر سوليفان على موقع ديسكوغز (الإنجليزية)
- آرثر سوليفان على موقع قاعدة بيانات الفيلم (الإنجليزية)